# Robert Rowland
Robert Andrew Rowland (ur. 28 lutego 1966 w Bowdon, zm. 23 stycznia 2021 na Bahamach) – brytyjski przedsiębiorca i polityk, deputowany do Parlamentu Europejskiego IX kadencji.

## Życiorys
Przez trzy lata służył w RAF University Air Squadron. W 1988 uzyskał dyplom BA z politologii na Uniwersytecie w Newcastle. Od tegoż roku pracował w sektorze bankowym i inwestycyjnym. Pracował w Nowym Jorku i Londynie, w tym na kierowniczych stanowiskach w funduszach hedgingowych. Był zatrudniony m.in. w Soros Funds Limited George’a Sorosa i Odey Asset Management Crispina Odeya, a także jako dyrektor zarządzający w Lazard Frères. Później stanął na czele przedsiębiorstwa Bowdon Capital. Został też dyrektorem organizacji społecznej Tickets for Troops.
W 2019 zaangażował się w działalność polityczną w ramach Brexit Party. W wyborach w tym samym roku z listy tego ugrupowania uzyskał mandat posła do Parlamentu Europejskiego IX kadencji, który wykonywał do 2020.